# Правителство на Народна република Македония (3)
Третото правителство на Социалистическа република Македония е формирано на 31 декември 1946 година. Мандатът му продължава четири години, до 7 януари 1951 г. При избирането му се създават Планова комисия и Министерство на труда. Първоначалният състав на правителството е следният:
- Лазар Колишевски – председател
- Люпчо Арсов – заместник-председател и председател на Контролната комисия
- Видое Смилевски – втори заместник-председател
- Цветко Узуновски – министър на вътрешните работи
- Божидар Джамбаз – министър на финансите
- Георги Василев – министър на индустрията и рударството
- Тодор Ношпал – министър на строежите
- Диме Бояновски – министър на търговията и снабдяването
- Кръсто Симовски – министър на земеделието и горите
- Никола Минчев – министър на народната просвета
- Васил Калайджиевски – министър на правосъдието
- Вукашин Попадич – министър на народното здраве
- Кирил Петрушев – министър на труда
- Неджат Аголи – министър на социалните грижи
- Кирил Мильовски – председател на плановата комисия

## Промени от юли 1947
Никола Минчев е освободен от поста министър на народната просвета, а на негово място е назначен Киро Хадживасилев.

## Промени от 25 ноември 1947
Създава се министерство на местния транспорт. Диме Бояновски се освобождава от поста министър на търговията, а на негово място се назначава Аспарух Каневче. Освобождават се Люпчо Арсов като председател на Контролната комисия, Киро Хадживасилев като министър на просветата, Тодор Ношпал като министър на строежите и Никола Минчев като министър без ресор. На тяхно място се назначават:
- Борко Темелковски – председател на Контролната комисия
- Страхил Гигов – министър на строежите
- Димитър Стоянов Мире – министър на просветата
- Тодор Ношпал – министър на местния транспорт
- Киро Хадживасилев – министър без ресор
- Аспарух Каневче – министър на търговията[4]

## Промени от 24 януари 1948
Освобождава се от длъжност Люпчо Арсов, а на негово място се назначава.
- Никола Минчев – заместник-председател на правителството

## Промени от 4 април 1948
Кирил Мильовски подава оставка като министър на търговията и снабдяването, Живко Трайковски като министър на строежите и Ванчо Бурзевски като министър на земеделието, а на тяхно място идват:
- Христо Баялцалиев – министър на търговията и снабдяването
- Димче Беловски – министър на строежите
- Вера Ацева – министър на земеделието
- Кръсте Цървенковски – министър и Председател на комитета за Университетите, висшите школи и научни въпроси

## Промени от 15 май 1948
Министерството на земеделието се разделя на министерство на земеделието и министерство на горите. Аспарух Каневче е освободен от длъжността министър на търговията, а на негово място е назначен Кирил Мильовски. От длъжност се освобождава Кръсто Симовски като министър на земеделието и горите и Неджат Аголи като министър на социалните грижи. Назначават се::
- Кръсто Симовски – министър на горите
- Ванчо Бурзевски – министър на земеделието
- Реис Шакири – министър на социалните грижи
- Кирил Мильовски – министър на търговията[7]

## Промени от 6 ноември 1948
Освобождават се Страхил Гигов от поста министър на строежите, Кирил Мильовски като председател на Плановата комисия, Аспарух Каневче като министър на търговията, Кръсте Симовски като министър на земеделието и горите, Кирил Петрушев като министър на труда, Киро Хадживасилев като министър без ресор. На тяхно място се назначават:
- Живко Брайковски – министър на строежите
- Страхил Гигов – председател на Плановата комисия
- Кирил Мильовски – министър на търговията
- Боге Кузмановски – министър на труда
- Стоилко Иванов – министър на горите
- Димче Зографски – министър-председател на комитета за външна търговия

## Промени от 23 ноември 1948
Георги Василев се освобождава от поста министър на индустрията и рударството. Той е сменен с:
- Благой Попов – министър на индустрията и рударството

## Промени от януари 1949
Кирил Мильовски се освобождава от поста министър на търговията, а на негово място застава Христо Баялцалиев, Ванчо Бурзевски е освободен от поста министър на земеделието и на негово място застава Вера Ацева.

## Промени от 3 февруари 1949
Диме Бояновски се освобождава от длъжността си на министър.

## Промени от 16 април 1949
Създава се ново министерство на държавните поръчки.:
- Перо Менков – министър на държавните поръчки

## Промени от 13 септември 1949
Освобождават се от длъжност Стоилко Иванов като министър на горите и Васил Калайджиевски като министър на правосъдието. На тяхно място се назначават:
- Васил Георгов – министър на горите
- Благой Левков – министър на правосъдието

## Промени от 14 ноември 1949
Създава се министерство на културата и науката на мястото на комитета за Университетите, висшите школи и научни въпроси. Освобождават се от длъжност Борко Темелковски като председател на комисията за държавен контрол, Вера Ацева като министър на земеделието, Боге Кузмановски като министър на труда, Киро Георгиевски като министър на комуналните работи, а на тяхно място се назначават:
- Борко Темелковски – подпредседател на правителството
- Вера Ацева – председател на комисията за държавен контрол
- Боге Кузмановски – министър на земеделието
- Любе Зафиров – министър на комуналните работи
- Джафер Кодра – министър на труда
- Киро Георгиевски – министър без ресор и председател на комисията за ревизия на генералните проекти на правителството
- Кръсте Цървенковски – министър на наука и култура

## февруари 1950
Страхил Гигов е освободен от поста председател на плановата комисия, а на негово място е назначен Никола Минчев.

## Промени от 1 март 1950[13]
- Мите Бързилов – министър на държавните земеделски стопанства
- Аспарух Каневче – министър на електростопанството

## Промени от 23 април 1950
Закрити са редица министерства, а на тяхно място се създават комитети и съвети. Така на мястото на министерството за комунални работи се появяват комитетите за местна индустрия и занаятчийство и за комунални работи; на мястото на министерството на земеделието, горите и водното стопанство се основава съвет за земеделие и гори; на мястото на министерството на електростопанството се основава генерална дирекция за електростопанство; на мястото на министерството на индустрията и рударството се основава съвет за преработвателна индустрия.
Освобождават се Никола Минчев като председател на Плановата комисия, Боге Кузмановски като министър на земеделието, Васил Георгов като министър на горите, Мите Бързилов като министър на държавните земеделски стопанства, Благой Попов като министър на индустрията и рударството, Аспарух Каневче като министър на електростопанството, Любе Зафиров като министър на комуналните работи, Димче Беловски като министър на строежите и Димче Зографски като министър-председател на комитета за външна търговия. На тяхно място се назначават:
- Никола Минчев – подпредседател на правителството и председател на Съвета за търговия със стоки
- Наум Наумовски – министър – председател на Съвета за земеделие и гори
- Благой Попов – министър – председател на Съвета за преработвателна индустрия
- Аспарух Каневче – министър – председател на Съвета за енергетика и добивната индустрия
- Кемал Сейфула – министър – председател на Съвета за комунални работи и местна индустрия
- Димче Беловски – председател на Плановата комисия
- Наум Наумовски – министър – председател на Съвета за земеделие и гори
- Мито Теменугов – министър на земеделието
- Димче Зографски – министър на горите
- Васил Георгов – министър на държавните земеделски стопанства
- Боге Кузмановски – министър на строежите
- Мито Димитриевски – министър – председател на комитета за външна търговия
- Любе Зафиров – министър – председател на комитета за местна индустрия и занаятчийство
- Методи Митевски – министър без ресор, като генерален секретар на правителството[15][16]

## Промени от юни 1950
- Димче Беловски е освободен като председател на Плановата комисия, а на негово място е назначен Кирил Георгиевски